# Sœurs du Cœur Immaculé de Marie de Blon
Les Sœurs du Cœur Immaculé de Marie de Blon forment une congrégation religieuse féminine enseignante et hospitalière de droit pontifical. 

## Histoire
En 1842, l'abbé Achard confie la gestion de l'orphelinat qu'il a fondé à Blon, près de Vire, à Léontine Le Bègue de Germiny (1803-1871), veuve du comte de Saint-Léonard. Elle se forme à la vie religieuse chez les sœurs de Notre Dame de Fidélité et reçoit l'habit religieux le 15 octobre 1842 à Douvres-la-Délivrande en prenant le nom de Mère du Saint Cœur de Marie devant Louis-François Robin, évêque de Bayeux et Lisieux. La communauté porte au départ le nom de Filles de la Miséricorde du Cœur Immaculé de Marie.
L'institut reçoit le décret de louange le 20 février 1861 en prenant son nom actuel, et ses constitutions sont définitivement approuvées par le Saint-Siège en 1872. Il est agrégé aux Clarétains le 21 février 1955.

## Activité et diffusion
Les sœurs se consacrent à l'enseignement, à la visite des malades et aux retraites spirituelles.
Elles sont présentes en France avec la maison-mère à Vire.
En 2017, la congrégation comptait 18 sœurs dans 5 maisons.